# Bâlvăneștii de Jos, Mehedinți
Bâlvăneștii de Jos (până în 1964, Băsești) este un sat în comuna Bâlvănești din județul Mehedinți, Oltenia, România.
În mai 2025, localnicii au votat într-un referendum revenirea la denumirea de Băsești, schimbare care rămâne a fi operată prin votul Parlamentului.